# Made auf Veddel
Made auf Veddel ist das Integrationsprojekt und Sozialunternehmen, das Modehandwerk und Integration zugewanderter Menschen miteinander zu kombinieren möchte. Es wurde im Jahr 2008 gegründet und wird von Sibilla Pavenstedt geleitet.

## Hintergrund
Zur Internationalen Bauausstellung Hamburg (IBA) gab es einen Wettbewerb für Ideen, die das Leben auf dem Veddel verbessern sollten. Pavenstedt und Edmund Siemers kamen 2008 auf die Idee, über das Textilhandwerk immigrierten Frauen Hilfe zur Selbsthilfe zu geben. Für den Aufbau erhielt sie eine Förderung der IBA Hamburg, das Projekt trug sich zu Anfang zusätzlich über Spenden und Auftragsarbeiten von Pavenstedt. Unter anderem für den Beitrag, den das Projekt zur Lösung globaler Herausforderungen und zum Zusammenhalt in der Bundesrepublik geleistet hat, wurde Sibilla Pavenstedt am 30. September das Bundesverdienstkreuz am Bande verliehen.

## Entstehung & Entwicklung
Das Projekt „Made auf Veddel“ war zunächst im Verein Förderwerk Elbinseln e. V. integriert, den Sibilla Pavenstedt, Rolf Kellner und Edmund Siemers 2008 gründeten. „Made auf Veddel“ entwickelte sich sodann zu einem eigenständigen eingetragenen Verein, den Pavenstedt zusammen mit dem Verein zur Integration von Frauen mit Migrationshintergrund leitet. Seit 2014 umfasst das Projekt zusätzlich die Made auf Veddel Production gUG als gemeinnützige Unternehmergesellschaft. Dieser Produktionsbetrieb stellt im Auftrag anderer, meist kleiner Modelabels und Unternehmen Bekleidung und Accessoires her.

## Umsetzung
In den Herkunftsländern der Menschen hat Handarbeit eine lange Tradition. Die vorhandenen Kompetenzen werden bei Made auf Vedel durch eine professionelle Ausbildung gefördert. Zum Einsatz kommen dabei moderne Maschinen für die Herstellung hochwertiger Accessoires, Kleidungsstücke und Kollektionen. Ihre Arbeiten können die Mitwirkenden im Atelier oder zu Hause erstellen. Die Angestellten erhalten eine längerfristige Beschäftigung und können ein Einkommen erzielen. Sprachkurse sind in der Förderung enthalten.

## Meilensteine
Im Jahr 2018 feierte das Projekt sein 10-jähriges Jubiläum.